# Farsala
Farsala (tiếng Hy Lạp: ?) là một khu tự quản ở vùng Thessalía, Hy Lạp. Khu tự quản Farsala có diện tích 740 km², dân số theo điều tra ngày 18 tháng 3 năm 2001 là 23675 người.